# Gustav von Saltzwedel

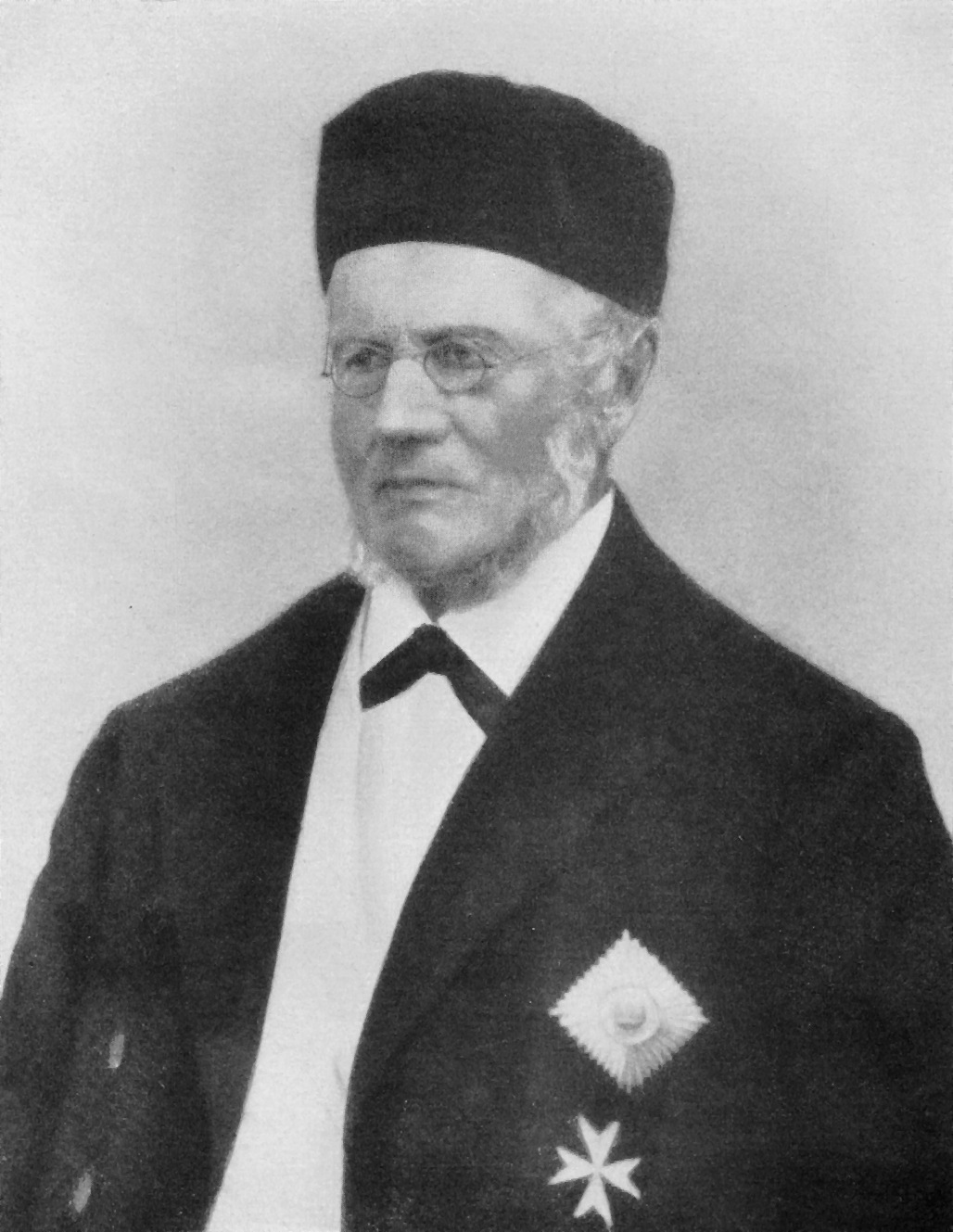
Gustav von Saltzwedel

Gustav Reinhold Ludwig von Wienskowski gen. von Saltzwedel (* 28. April 1808 auf Gut Drosdowen, Kreis Oletzko; † 6. Juni 1897 auf Gut Pötschendorf, Landkreis Rastenburg) war ein deutscher Verwaltungsjurist und Regierungspräsident im östlichsten Regierungsbezirk des Deutschen Reiches.

## Leben

### Überblick
Er entstammte dem westpreußischen Adelsgeschlecht Wienskowski und war der Sohn des preußischen Landschaftsdirektors Reinhold von Wienskowski (1780–1863) und der Johanna von Saltzwedel (1788–1828). Vater Reinhold von Wienskowski erreichte am 15. September 1806 in Berlin, damals noch als preußischer Leutnant, die preußische Namens- und Wappenvereinigung mit denen „von Saltzwedel“ als „von Wienskowski gen. von Saltzwedel“ nach Adoption durch seinen Schwiegervater, den preußischen Oberstleutnant a. D. Anton Ludwig von Saltzwedel. Der Name wurde auch ohne T gebraucht (Salzwedel); Reinholds Nachkommen bedienten sich teilweise nur des Namens „von Saltzwedel“. Gustav war der älteste Bruder des preußischen Regierungspräsidenten Wilhelm von Saltzwedel (1820–1882).
Nach der Reifeprüfung am Collegium Fridericianum studierte Saltzwedel 1827–1830 an der Albertus-Universität Königsberg und der Friedrich-Wilhelms-Universität zu Berlin Rechtswissenschaft. Nach dem Vorbereitungsdienst war Saltzwedel 1833–1841 Landrat des Kreises Oletzko in Marggrabowa. 1844/45 war er Geh. Finanzrat und von November 1845 bis Juli 1851 Regierungspräsident im Regierungsbezirk Gumbinnen. Danach wurde er zur Disposition gestellt. In den Folgejahren widmete er sich der Bewirtschaftung seines Rittergutes Pötschendorf. 1848 wurde er Mitglied der Frankfurter Nationalversammlung und 1849 Mitglied der Zweiten Preußischen Kammer. Von 1867 bis 1870 war er Mitglied des Reichstages des Norddeutschen Bundes für den Reichstagswahlkreis Regierungsbezirk Gumbinnen 7 und von 1867 bis 1869 zugleich auch des Preußischen Abgeordnetenhauses. Im Abgeordnetenhaus vertrat er den Wahlkreis Regierungsbezirk Königsberg 6 (Rastenburg – Gerdauen – Friedland). Im Oktober 1869 schied er auf eigenen Wunsch aus dem Parlament aus. 1875 trat er in den Ruhestand und starb mit 89 Jahren auf seinem Rittergut Pötschendorf.

### Mitgliedschaften
1828 wurde er Mitglied des Littauerkränzchens innerhalb der Burschenschaftlichen Allgemeinheit Königsberg. 1829 stiftete er das Corps Littuania. Später wurde er ihr Ehrenmitglied. Lothar Selke, ein Urenkel seiner Schwester, wurde hundert Jahre später im selben Corps aktiv.
Gustav von Saltzwedel war Freimaurer als Mitglied der Loge Zur goldenen Leyer in Gumbinnen. Während der Bewirtschaftung seines Gutes Pötschendorf wird er als „permanent besuchender Bruder“ in der Matrikel der Loge „Drei Thore des Tempels“ in Rastenburg geführt, in späteren Jahren war er auch Ehrenmitglied der Loge „Zu den drei Kronen“ in Königsberg.

### Familie
Er heiratete am 28. Oktober 1840 in Marggrabowa Auguste Zimmermann (1822–1911). Das Ehepaar hatte einen Sohn und drei Töchter:
- Gustav (* 1843), preußischer Rittmeister
- Agnes (1845–1884) ⚭ 1866 Emil von Wienskowski (1826–1900), preußischer Generalleutnant
- Hedwig (* 1847) ⚭ 1874 Ferdinand von der Trenck (1841–1895), Landrat des Kreises Rastenburg[7]
- Gertrud (1852–1868)

## Einsicht
„Nirgends in der Welt ... wird dem Studenten ... so große ... Ungebundenheit eingeräumt als glücklicher Weise auf den deutschen Hochschulen. Es sind aber dabei manche liebe, hochbegabte, vielleicht in der Jugend etwas zu weich veranlagte junge Männer zugrundegegangen, … weil sich niemand um sie kümmerte und niemand die Pflicht hatte, sich um sie zu kümmern. Wir meinten nun, daß ohne die mindeste Beschränkung dieser Freiheit zu der vollen Ungebundenheit ein Correlat geschaffen werden müsse durch freie Bündnisse, Landsmannschaften und ähnliche Vereinigungen. … Wir hofften aber dadurch auch noch andere Ziele zu erreichen, nämlich den Gemeinsinn zu wecken und den Charakter zu stärken. Man lernt die Menschen ganz genau nur in einem engeren Gemeinwesen kennen. … Wir haben aber auch das Anlegen von Farben keineswegs für etwas Nebensächliches oder Gleichgültiges, sondern für sehr wichtig gehalten und zur Ausführung gebracht, obwohl wir wußten, daß wir dadurch den größten und wildesten Sturm gegen uns heraufbeschwören würden. … Wir meinten, daß es gut sei, wenn der junge Mensch sich schon frühzeitig daran gewöhne, offen und frei seinen Standpunkt und seine Meinung zu bekennen, d. h. Farbe zu bekennen. … Abgesehen von der ersten Zeit der allgemeinen Aufregung wurden dadurch zumeist diejenigen gereizt, ja empört, welche man damals die Obscuren nannte. Sie fürchteten mit ihren schwachen Nerven, daß sie … am Ende gar gezwungen sein würden, aus ihrer lieben bequemen Reserve und Unentschiedenheit herausgerissen zu werden.“